# Lycée Malherbe
Le lycée Malherbe est un établissement public d'enseignement secondaire, pourvu de classes préparatoires aux grandes écoles, situé à Caen. C'est le plus ancien lycée du département du Calvados, fondé en 1804. L'établissement s'est appelé successivement lycée impérial, collège royal de 1815 à 1848, lycée national sous la deuxième République, lycée impérial sous le Second Empire, lycée de Caen sous la Troisième République et il prend son nom définitif en 1892. C'est l'un des plus gros lycées de France.

## Histoire

### Les collèges de l'université
L'enseignement secondaire prend ses racines à Caen dans les collèges dépendant de la faculté des arts de l'université. Le plus important est le collège du Mont au XVIIe qui accueille entre 800 et 950 élèves. D'autres comme le collège du Bois ou le collège du Cloutier reçoivent moins d'élèves. Le collège des Arts, quant à lui, est transformé par un édit d'août 1786 en « collège royal de Normandie ».
Durant la Révolution française, le collège du Bois disparaît rapidement suivi par celui des arts en 1791. Il ne reste plus que le collège du Mont. Pour éviter sa fermeture, il est rebaptisé « collège de la Montagne » en 1793. La Convention réorganise l'enseignement secondaire entre 1795 et 1796 en créant des écoles centrales dans chaque département. Celle du Calvados est fondée par un arrêté du 7 mai 1795 à l'ancienne abbaye aux Hommes. Mais des difficultés de recrutement des professeurs font que la rentrée n'est effective qu'à la fin de l'année 1796. En 1799, on adjoint un pensionnat à l'école centrale. Mais les effectifs sont faibles et sous le Consulat, un arrêté est pris pour transférer l'école à Bayeux. La réorganisation des lycées décidée en 1802 empêche ce transfert.

### Les débuts du lycée

#### Le lycée impérial (1806-1815)

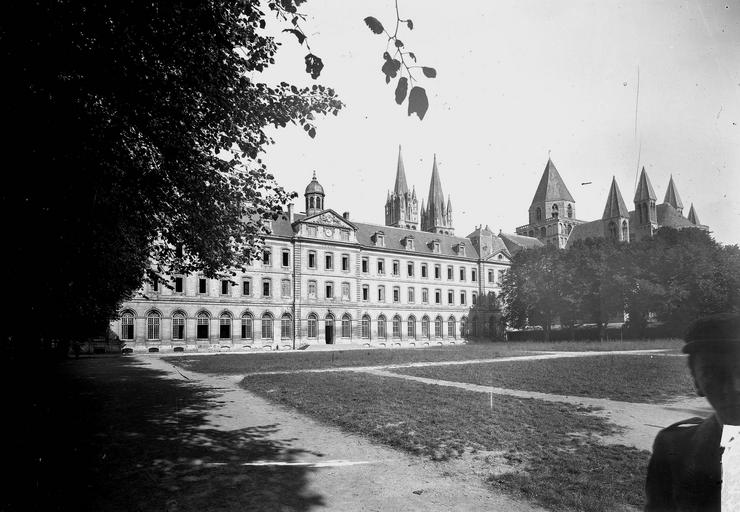
L'ancienne abbaye aux Hommes abrita le lycée de Caen pendant plus de 150 ans avant d’accueillir l'Hôtel de ville.

Les Écoles Centrales du Calvados, de la Manche et de l’Orne ferment à la suite de la loi du 1er mai 1802. Le 29 juin de la même année, Pierre-Louis Roederer, conseiller d'État chargé de la direction et de la surveillance de l'Instruction publique, demande officiellement à la ville de Caen si elle est prête à dégager des fonds en vue de l'installation d'un lycée pour pallier la fermeture de l'École centrale. La rentrée est prévue pour le 23 septembre 1802 mais elle est sans cesse reportée pour finalement être effective le 20 juillet 1804. Le lycée occupe l'aile orientale et la salle des gardes de l'ancienne abbaye aux Hommes aux côtés de certains services de la préfecture nouvellement créée. Des cellules sont aménagées pour le pensionnat. L'effectif se limite alors à cent élèves. L'enseignement est basé sur l'émulation et chaque trimestre, des prix ou des punitions sont distribués aux élèves. Ces derniers sont soumis à une discipline très stricte d'autant plus qu'ils sont essentiellement internes. Ils sont organisés en compagnie de 25, encadrés par des sergents majors, des sergents et des caporaux choisis au sein des élèves.
L'enseignement se fait alors par des professeurs de lettres, les élèves sont répartis dans des classes suivant leur niveau. Ce système perdure jusqu'en 1808 et la réforme des lycées : répartition des élèves par classe d'âge, sanction des études par le baccalauréat. Le principe de l'uniforme pour les élèves est décrété le 2 juillet 1808.

#### Le collège royal (1815-1848)
Avec la Restauration, le lycée devient collège royal. La doctrine du nouveau régime est très centrée sur le dévouement au Roi et à Dieu. Ainsi, la matière principale devient la formation religieuse, au détriment des sciences. L'aumônier obtient le même rang que le censeur. L'année dure alors 10 mois et demi. Les élèves internes sont au lycée toute la semaine, les jours de congé sont des journées sans cours où les élèves étudient sous la direction d'un maître d'étude.
Les liens entre le lycée et l'université sont très forts sous la Restauration. Certains cours de lettres et sciences sont ainsi données au lycée jusqu'en 1823. Le lycée n'est pas à l'abri de querelles entre les ultras et les libéraux. En 1820, le proviseur du lycée est accusé dans un journal  ultra d'avoir fomenté une révolte chez les lycéens après leur avoir exposé des « doctrines sur la souveraineté du peuple ». Les ultras obtiennent leur revanche en 1822 après un changement de recteur. Le nouveau recteur, l'abbé Jamet, prend comme première mesure d'exclure un groupe d'élèves protestants. Mais ces derniers sont essentiellement anglais et leurs familles font pression sur le ministère qui ordonne la réintégration de ces élèves. Le proviseur Delaroche, qui avait protesté contre cette exclusion, est muté et remplacé par l'abbé Royer. Celui-ci transforme le lycée « en petit séminaire » en moins de quatre ans. Il est remplacé en 1827 par l'abbé Daniel, surnommé « le rénovateur ».
Entre 1828 et 1830, pour faire face à l'augmentation des effectifs, un « couloir des classes » est créé dans la cour, dans le prolongement de l'abside de l'abbaye. Ce couloir peut accueillir 13 classes ; il est doublé en 1846 pour accueillir des classes scientifiques. De même, des espaces sont libérés dans l'ancienne abbaye pour agrandir le pensionnat. Ainsi, de nouvelles matières son enseignées : chimie, dessin, histoire (en 1829).

### L'âge d'or du lycée (1852-1885)
Après le coup d'État du 2 décembre, le ministre de l'Instruction publique Hippolyte Fortoul reprend le contrôle des lycées : les enseignants sont étroitement surveillés, ils doivent prêter serment de fidélité au nouveau régime et « seconder l'action morale du gouvernement ». Les cours sont remaniés : la philosophie est réduite à la simple Logique, l'histoire réécrite. Le baccalauréat est remanié et désormais les élèves de 3e doivent choisir entre Sciences et Lettres. Lors de sa venue à Caen pour l'inauguration de la gare, Napoléon III vient au lycée le 4 août 1858. Il est accueilli dans la grande cour par les élèves rangés en haie d'honneur. Il en profite pour nommer chevalier de la légion d'honneur le proviseur, l'abbé Desprez.
En 1881, le lycée de Caen est élevé de la deuxième à la première catégorie.

### Le lycée Malherbe
Le 19 août 1892, l'établissement reçoit le nom de lycée Malherbe, en hommage à l’illustre caennais François de Malherbe par un décret signé du président Sadi Carnot. C'est à la suite d'un vœu de l'académie de Caen formulé en 1890 ainsi que celui de l'association des anciens du lycée émis lors d'une assemblée générale le 31 mai 1891 que la présidence de la République change le nom.
En 1892, un Club Malherbe est fondé pour la pratique des activités physiques et sportives. Il prend le nom d'Union Athlétique du Lycée Malherbe en 1895.
Pendant la Seconde Guerre mondiale, l’enseignement s’est poursuivi, bien que la plupart de ses cours aient été déplacés vers le lycée André-Maurois de Deauville où les examens du baccalauréat ont été transférés.

### Le nouveau lycée

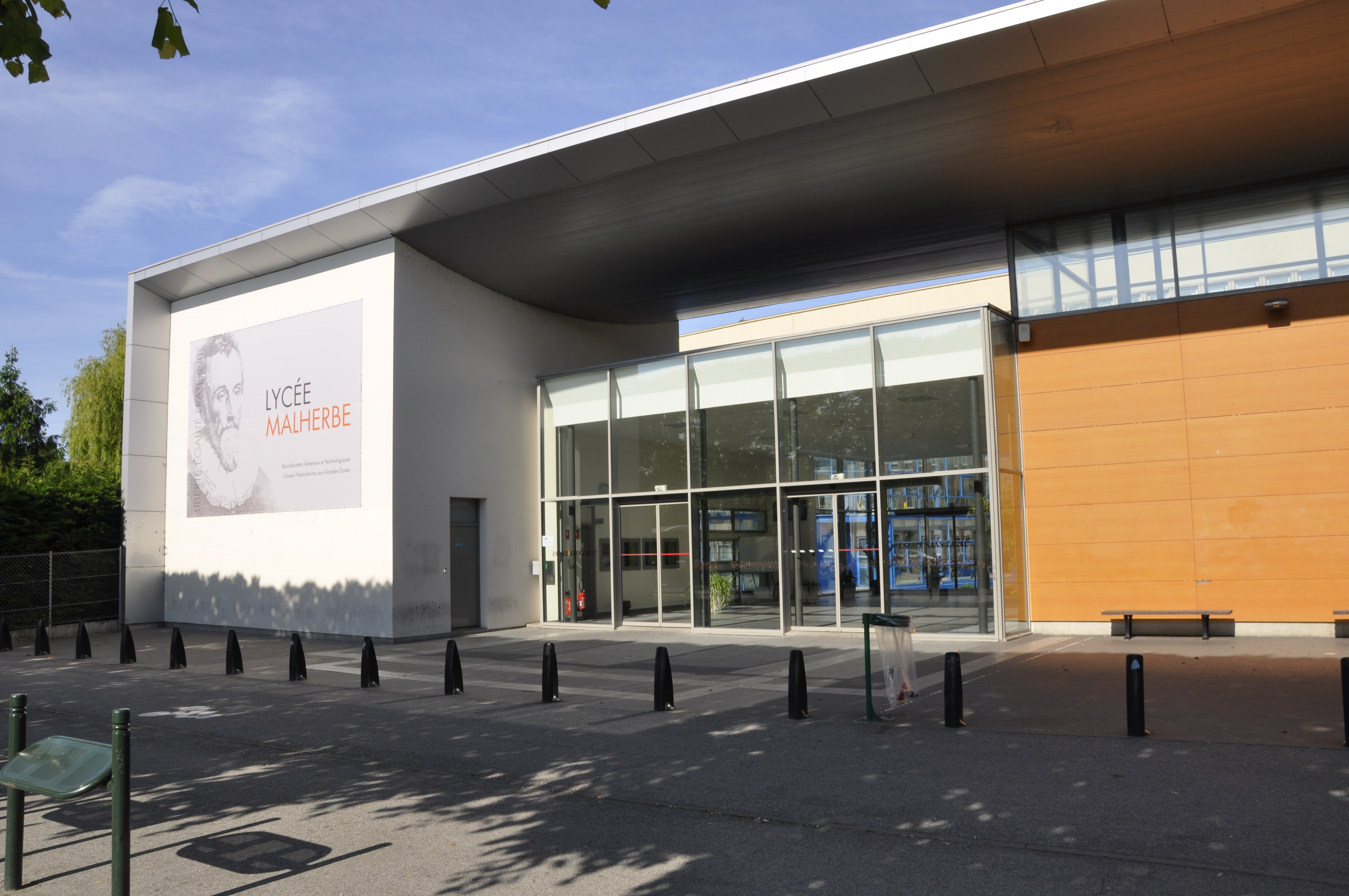
Entrée du lycée.

Depuis la Libération, les conditions de sécurité ne sont plus remplies ; de plus, les effectifs croissent avec le baby-boom. Il devient alors urgent de trouver de nouveaux locaux. Après l'incendie du couloir des classes en avril 1952, le conseil municipal décide de refaire cette partie du lycée. En même temps, Yves Guillou reçoit une lettre du ministre de l'Éducation nationale lui donnant le feu vert pour le transfert du lycée vers un autre site. Au passage, la tutelle passe de la ville à l'État. Un premier terrain est trouvé près de la préfecture mais le projet ne voit pas le jour car l'endroit est destiné à accueillir le nouveau centre administratif. La ville s'entend avec la congrégation du Bon Sauveur pour un terrain de 8 hectares le long de la Prairie. Le projet s'enlise à cause de son financement, la ville devant acquérir le terrain à ses frais. Finalement, un compromis est trouvé et le ministère de l'Éducation nationale accepte de prendre en charge la moitié de l'acquisition du terrain. Mais le 29 janvier 1954, le ministère de la Santé s'oppose au lieu choisi sans donner de raison valable. Passant outre cet avis, la municipalité vote le lieu définitif le même jour. Le 8 octobre 1954, la ville désigne la coopérative de construction la Renaissance de Caen pour effectuer les travaux. La première pierre est posée le 19 juin 1956 par le ministre de l'Éducation nationale René Billères. Les travaux durent quatre années et le 15 septembre 1961, les premiers élèves font leur rentrée. Le nouveau bâtiment mesure 800 mètres de long pour une surface d'environ 10 000 m2 ; il abrite 120 classes de cours, un internat de 450 places, une infirmerie de 18 lits et une cuisine d'une capacité de 1 000 repas.
Le nouveau lycée est inauguré le 25 novembre 1961 par le ministre Lucien Paye. Celui-ci arrive avec beaucoup de retard et les lycéens qui attendaient dehors dans le froid transforment l'inauguration en chahut ; ils réclament un gymnase couvert comme dans l'ancien bâtiment. À la suite de ce chahut, le proviseur est muté. Les lycéens obtiennent satisfaction en 1964 avec la construction du gymnase.
Durant les événements de mai 68, le lycée se tient globalement à l'écart des manifestations. Un comité d'action est créé mais l'établissement ne connaît pas d'agitation mis à part l'annulation de certains concours aux grandes écoles. Néanmoins, les contraintes disciplinaires qui pèsent sur les élèves sont de plus en plus contestées par les principaux intéressés. À la rentrée 1972, les enseignants et parents d'élèves protestent contre le retard accumulé pour la construction d'une salle polyvalente et la suppression de postes de surveillant. Plus tard dans l'année, les lycéens s'affirment en organisant une table ronde pour les élections législatives autour du thème les partis politiques et les problèmes de la jeunesse le 27 février. Le 1er mars, la contestation de la loi Debré  sur le service militaire émerge au lycée qui est le premier établissement de la ville à y participer. Le 22 mars, les lycéens participent à la grande manifestation dans les rues de Caen et le mouvement prend de l'ampleur obligeant le recteur à fermer le lycée. Mais il revient sur sa décision sous la pression des fédérations de parents d'élèves. Le lycée retrouve son calme le 25 mars, début des vacances de printemps. Le 14 juin 1982, une salle polyvalente est inaugurée et porte le nom de l'ancien proviseur Fernand Lechanteur.
Le lycée connaît une seconde flambée d'agitation en 1986 lors du mouvement contre le projet de loi Devaquet. Une première assemblée générale se tient le 14 novembre 1986 à la pause de 10 heures. Jusqu'au 4 décembre, les lycéens participent activement au mouvement sur Caen. Après la mort de Malik Oussekine à Paris le 6 décembre, les lycéens respectent une minute de silence dans les classes.
Avec le pic d'effectif dans les années 1990, la cantine est refaite entièrement pour pouvoir délivrer 1 500 repas quotidiens.
En 2005, célébration des 450 ans de la naissance de François de Malherbe et inauguration d'un nouveau hall d'entrée sur lequel est accroché un grand portrait du poète.
Durant l'année scolaire 2006-2007, un auditorium en l'honneur du poète Francis Ponge a été construit, d'une valeur de 1,8 million d'euros, il peut accueillir 280 personnes.

### Classement du lycée
En 2015, le lycée se classe 17e sur 31 au niveau départemental quant à la qualité d'enseignement, et 1559e au niveau national. Le classement s'établit sur trois critères : le taux de réussite au bac, la proportion d'élèves de première qui obtient le baccalauréat en ayant fait les deux dernières années de leur scolarité dans l'établissement, et la valeur ajoutée (calculée à partir de l'origine sociale des élèves, de leur âge et de leurs résultats au diplôme national du brevet).

## Enseignements dispensés

### Lycée
L'établissement accueille, en 2020, 48 classes du Secondaire (16 terminales, 18 premières et 15 secondes).

### Classes préparatoires
Le lycée abrite aussi des classes préparatoires aux grandes écoles (CPGE) littéraires (AL et LSH), économiques et commerciales option scientifique (ECS), scientifiques (MPSI, MP, MP*, BCPST). En 2015, L'Étudiant donnait le classement suivant pour les concours de 2014 :
| Filière | Élèves admis dans une grande école* | Taux d'admission* | Taux moyen sur 5 ans | Classement national | Évolution sur un an |
| --- | ----------------------------------- | ----------------- | -------------------- | ------------------- | ------------------- |
| ECS | 1 / 30 élèves                       | 3 %               | 2 %                  | 47e sur 95          | 1                   |
| Khâgne A/L | 0 / 23 élèves                       | 0 %               | 1 %                  | 41eex-æquo sur 41   | =                   |
| Khâgne LSH | 0 / 62 élèves                       | 0 %               | 2 %                  | 73eex-æquo sur 73   | 39                  |
| MP / MP* | 3 / 107 élèves                      | 3 %               | 6 %                  | 60e sur 114         | 21                  |
| BCPST | 31 / 89 élèves                      | 35 %              | 32 %                 | 32e sur 53          | 1                   |
| Source : Classement 2015 des prépas - L'Étudiant (Concours de 2014). * le taux d'admission dépend des grandes écoles retenues par l'étude. En filières ECE et ECS, ce sont HEC, ESSEC, et l'ESCP. Pour les khâgnes, ce sont l'ENSAE, l'ENC, les 3 ENS, et 5 écoles de commerce (HEC, ESSEC, ESCP, EM Lyon et EDHEC). En filières scientifiques, ce sont un panier de 11 à 17 écoles d'ingénieurs qui ont été retenus selon la filière (MP, PC, PSI, PT ou BCPST). |                                     |                   |                      |                     |                     |

### Petit lycée (1885-1944)

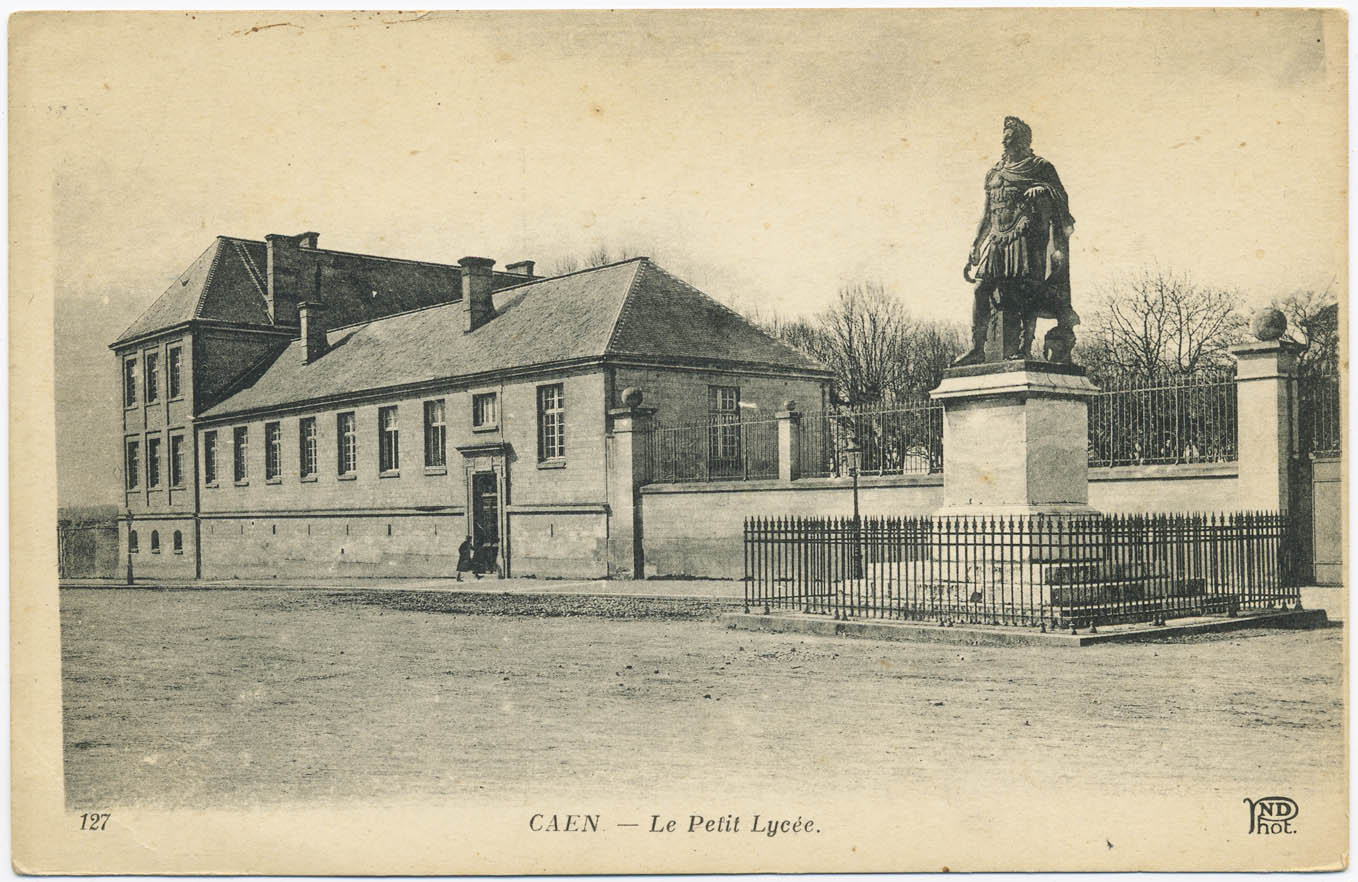
Le petit lycée.

Lors de la séance du conseil municipal du 21 août 1882, il est décidé de construire « sur la place du Parc, à l'angle du jardin occupé par M. Cornu, un petit lycée à l'usage des enfants »
Il est inauguré en 1885. Il accueille les élèves à partir de 6 ans (la classe de 11e) jusqu'à la classe de 7e. Les élèves intègrent ensuite le lycée en 6e.
C'était l'équivalent des actuelles écoles primaires.
Depuis le 12 juillet 1985, le bâtiment accueille la police municipale de la ville.
Le 19 décembre 2008, une stèle en hommage au 42 otages déportés à la suite des déraillements d'Airan a été inaugurée sur l'ancien bâtiment.

## Organisations

### Amicale des anciens élèves
L'association est fondée le 17 décembre 1882 et se réunit pour la première fois le 13 février 1883. C'est elle qui formule un vœu lors de son assemblée générale en mai 1891 pour que le lycée prenne le nom de Malherbe. Elle a eu comme président des anciens élèves tels que Eugène Poubelle, Albert Mériel, Robert Patry etc.
Elle se réunit actuellement en assemblée générale tous les troisièmes samedi du mois d'octobre dans la salle des mariages de la mairie. Depuis 1977, elle édite un bulletin retraçant la vie du lycée.

### Théâtre
La présence d'une troupe pérenne de théâtre au sein du lycée remonte à la fin des années 1930. Un professeur d'histoire-géographie, Édouard Lebas monte une troupe appelée les escholiers de Malherbe puis les comédiens de Malherbe. Le théâtre est repris après guerre entre 1949 et 1951 par une nouvelle équipe. Mais après deux ans, elle se sépare. Il faut attendre 1959 et l'arrivée d'un professeur de Lettres, Richard Monod, pour qu'une troupe se remonte. Il quitte le lycée en 1961 et la troupe est reprise par Jacqueline Langlois. Entre 1961 et 1970, la troupe monte douze pièces classiques et modernes. À partir de 1971, la troupe s'appelle la Tripe de Caen. Elle devient une troupe universitaire puis professionnelle. Une nouvelle troupe est montée en 1979 sous le nom de la male herbe. En 1987, une section d'enseignement théâtre est ouverte au lycée.

### Sport
Lors de l'année scolaire 1891-1892, une amicale athlétique est mise en place sous le nom d'union athlétique du lycée de Caen. Des terrains de sports sont aménagés dans la cour non loin de la salle des gardes. Cette même salle est transformée en gymnase. À la rentrée 1901, l'union athlétique devient l'une des premières associations loi de 1901 du département,.
Ses équipes remportent plusieurs titres avant guerre : championne de France de hockey en 1924 et de tennis en 1926.
En 1936, l'équipe du lycée de basket-ball remporte le championnat académique. Durant la Seconde Guerre mondiale, le lycée est réquisitionné par les autorités allemandes. Les anciens terrains servent de parking pour les véhicules allemands. Ainsi, le conseil municipal décide le 26 février 1942 d'engager des travaux dans la cour d'honneur pour aménager de nouveaux terrains. Après la guerre, ces nouveaux terrains sont rendus inutilisables par la construction de baraquement provisoire. Les lycéens sont obligés d'utiliser le stade Hélitas. La salle des gardes, épargnée par les bombardements, est toujours utilisée pour les exercices de gymnastiques mais elle reste inadapté.
Le problème du gymnase refait surface lors de l'inauguration du nouveau lycée pour lequel aucune salle de sport n'est prévue. Des installations dignes de ce nom sont finalement inaugurées en 1964.
Avec l'implantation des sections sport étude (natation, canoe-kayak, hockey sur glace), le lycee Malherbe gagne de nombreux titres académiques et nationaux UNSS(champion de france de Natation en 2002).
Depuis 2002, le lycée dispose de son propre mur d'escalade réalisé par les professeurs d'EPS.

## Personnalités liées au lycée

### Enseignants
Entre parenthèses les années durant lesquelles ils ont enseigné au lycée Malherbe :
- Étienne Vacherot (philosophie, 1835–1836)
- Jules Simon (philosophie, 1836)
- Émile Saisset (philosophie, 1838–1840)
- Jules Vallès (1863)[29]
- Charles-Hippolyte Pouthas (proviseur)
- Fernand Lechanteur ~ Daniel Lefèvre (Lettres)
- Vladimir Jankélévitch (1932)
- Henri Cartan (1928–1929)
- Armand Albert-Petit (1884–1887)
- Alfred Coville (1883–1884)
- Paulin Malapert (philosophie, 1889-95)
- Jean Lescoffier (1906-1913)
- Pierre Monbeig (1931-?)
- Édouard Lebas (1925-1928)
- Alfred Baudrillart
- Émile Boutroux (philosophie)
- Hughes Labrusse (philosophie)

### Élèves
Entre parenthèses la date d'obtention de leur baccalauréat.
- Augustin Fresnel (1804)
- Charles Thomine des Mazures (1815)
- Urbain Le Verrier (1830)
- Anatole-François Hüe de Caligny (1830)
- Léon Thomine Desmazures
- Georges Le Febvre
- Jean-Baptiste Morel
- Jules Hoüel (1841)
- Léon Walras (1851)
- Paul Toutain
- Jules Tannery (1865)
- Léon Lecornu (1870)
- Edmond Villez-Desmeserets
- Gaston Leroux (1886)
- André Detolle (vers 1890)
- Jean Galmot
- Joseph Lecacheux (1899)
- André Danjon
- René Le Somptier
- Francis Ponge (1917)
- Marie-Pierre Kœnig (1917)
- Jean Daligault
- Jean-Marie Louvel
- Charles Margueritte (1932)
- Roger Fressoz
- Louis Delamare
- Irénée Bourgois (1944)
- Fred Kassak (1946)
- Jacques Léonard (historien)
- Patrick Grainville
- Jean-Jacques His
- Alain Genestar (1968)
- Christophe Comby (1975)
- Philippe Briet (1979)
- Adrien Goetz (1984)
- Elsa Lepoivre (1990)
- Armand Frémont
- Gringe
- Léna Mauger (2001)
- Flavie Péan
- Sabine Devieilhe
- Milan Mauger (2004)
- Malika Ménard (2005)
- Laurie Dupont (2009)
- Théo Le Vigoureux alias Fakear (2009)
- Emma Fourreau (2017)

### Proviseurs
- Louis-Guillaume Vastel (1804-1810)
- Pierre-Antoine Robert de Saint-Vincent (1810-1812)
- abbé de Blavinhac (1812-1815)
- Vasse de Saint-Ouen (1815)
- Delaroche (1815-1823)
- abbé Royer (1823-1827)
- abbé Jacques Daniel (1827-1839)
- Louis Sandras (1839-1844)
- Michel Renard (1844-1848)
- Narcisse Landois (1848-1852)
- abbé Jean-François Desprez (1853-1881)
- Louis Rousselot (1881-1886)
- abbé Léopold Follioley (1886-1890)
- Nicolas François (1890-1892)
- Louis Guignon (1862-1895)
- Charles Pouthas (1895-1906)
- Jules Rossignol (1906-1912)
- Eugène Bellé (1912-1916)
- Gaston Godey (1916-1924)
- Henri Chaix (1924-1937)
- Edmond Prévost (1937-1945)
- André-Prosper Pelmont (1945-1954)
- Paul Henriet (1954-1960)
- Auguste-Pierre Ségalen (1960-1961)
- Fernand Lechanteur (1961-1970)
- Paul Péron (1970-1973)
- Antoine Pieretti (1973-1982)
- Robert Surreau (1982-1987)
- Marc Bottin (1987-1990)
- Daniel Planchon (1990-1995)
- Pierre Féral (1995-2008)
- Martine Valette (2008-2015)
- Laurent Verreckt (2015-2019)
- Jean-Christophe Bidet (2019-2023)
- Sébastien Duval-Rocher (depuis 2023)

## Population
| 1806 | 1810 | 1820 | 1830 | 1840 | 1850 | 1860 | 1870 | 1880 |
| ---- | ---- | ---- | ---- | ---- | ---- | ---- | ---- | ---- |
| 176  | 150  | 365  | 419  | 544  | 558  | 514  | 514  | 608  |

| 1890 | 1900 | 1910 | 1920 | 1930 | 1940 | 1950 | 1960  | 1977  |
| ---- | ---- | ---- | ---- | ---- | ---- | ---- | ----- | ----- |
| 694  | 481  | 404  | 428  | 459  | 630  | 900  | 1 350 | 1 738 |

| 1985  | 1989  | 1995  | 2000  | 2004  | 2010  | 2015  | 2024  | - |
| ----- | ----- | ----- | ----- | ----- | ----- | ----- | ----- | - |
| 1 885 | 2 100 | 2 030 | 1 995 | 1 767 | 1 803 | 1 990 | 2 200 | - |